# Кромержиж (район)
Район Кромержиж (чеш. Okres Kroměříž) — один из 4 районов Злинского края Чехии. Административным центром является город Кромержиж. Площадь составляет 796 км², население — 104 522 человек на 31 декабря 2022 года (плотность населения — 131 человек на 1 км²). Район состоит из 79 населённых пунктов, в том числе из 7 городов.

## Города
| Город                  | Население |
| ---------------------- | --------- |
| Кромержиж              | 28 089    |
| Голешов                | 11 556    |
| Бистршице-под-Гостинем | 8 023     |
| Гулин                  | 6 491     |
| Хропине                | 4 668     |
| Морковице-Слижани      | 2 960     |
| Коричани               | 2 730     |
|                        |           |